# Georgi Chosrojewitsch Schachnasarow
Georgi Chosrojewitsch Schachnasarow (armenisch Գեորգի Շահնազարով, russisch Георгий Хосроевич Шахназаров, geboren 4. Oktober 1924 in Baku; gestorben 15. Mai 2001 Tula) war ein sowjetischer bzw. russischer Politologe und enger Berater Michail Gorbatschows.

## Leben
Schachnasarow wurde in eine Anwaltsfamilie geboren. Sein Vater war ein Karabach-Armenier und änderte seinen adlig klingenden Namen nach der Oktoberrevolution von Melik-Schachnasarjan zu Schachnasarow, um sich an die neuen Verhältnisse anzupassen.
Während des Zweiten Weltkrieges war Schachnasarow Kommandeur eines Kanonen- und Artillerieregiments. Nach dem Krieg studierte er an der Juristischen Fakultät der Staatlichen aserbaidschanischen Universität in Baku und promovierte 1952 über die „Formen bourgeoiser Staatlichkeit in der Epoche des Imperialismus“ («Формы буржуазного государства в эпоху империализма») und arbeitete in der folgenden Zeit als Redakteur für politische Periodika wie der Zeitschrift Probleme des Friedens und des Sozialismus.
Im Jahr 1980 erhielt er den Staatspreis der UdSSR. 
1987 wurde er in den Obersten Sowjet der UdSSR gewählt. Drei Jahre später, im Jahr 1990, wurde er Mitglied im Volksdeputiertenkongress. Ab dem Jahr 1992 arbeitete er für den Gorbatschow-Fonds. Er verstarb im Jahr 2001 in der russischen Stadt Tula.
Sein Sohn Karen Schachnasarow ist Filmregisseur, Produzent und Drehbuchautor sowie langjähriger Generaldirektor von Mosfilm.

## Werke (Auswahl)
- Preis der Freiheit. Eine Bilanz von Gorbatschows Berater, herausgegeben von Frank Brandenburg. Bonn 1996, ISBN 3-416-02597-0.